# عصب زیربغلی
عصب زیربغلی یا عصب آگزیلاری (Axillary nerve) از مهمترین اعصاب دست است. این عصب حسی حرکتی از تنه خلفی یا پشتی شبکه بازویی (از ریشه‌های C5 و C6) خارج شده و شاخه عصبی پوستی بازوئی بالائی جانبی (Superior Lateral Cutaneous Nerve) و شاخه‌های ماهیچه‌ای از آن جدا می‌شوند که حرکت ماهیچه‌های دلتوئید، ماهیچه گرد کوچک(ترس مینور) و سر بلند ماهیچه سه‌سر بازویی و حس پوست پشت بازو را تأمین می‌کنند.
چون عصب آگزیلاری (زیربغلی) در سمت داخل گردن جراحی استخوان بازو و به فاصله کمی از آن عبور می‌کند دررفتگیهای مکرر مفصل شانه موجب آسیب عصب آگزیلاری می‌شود.